# André Hercule de Fleury
André Hercule de Fleury, född 22 juni 1653 i Lodéve (Languedoc), död 29 januari 1743 i Paris, var en fransk statsman och kardinal.

## Biografi
Fleury uppfostrades vid ett jesuitkollegium i Paris och anställdes 1679 såsom allmoseutdelare hos drottning Maria Teresia och efter hennes död hos kung Ludvig XIV, som 1686 gav honom ett abbotstift och 1698 befordrade honom till biskop av Fréjus. På dödsbädden utsåg Ludvig XIV honom till lärare för dauphin, sedermera kung Ludvig XV. 
Fleury skötte sitt uppfostrarkall på ett sätt, som skaffade honom hans lärjunges orubbliga tillgivenhet och fulla förtroende. Så länge hertigen-regenten levde, avhöll Fleury sig diskret från all inblandning i politiken. Efter hertigens död 1723 insattes Fleury i statsrådet, men då Ludvig XV ville göra honom även till statsminister, avböjde han detta och hänvisade i stället kungen till hertigen av Bourbon. 
Under dennes styrelse ökade Fleury sitt inflytande och konkurrerade om makten. I juli 1726 fann han tiden vara inne att störta hertigen och övertog själv ledningen av Frankrikes regering. Strax därefter utnämndes han av påven till kardinal. Fleury, som vid 73 års ålder tillträtt makten, hade kungens förtroende och behöll makten ända till sin död. 
Fleurys långa regering betecknar i Frankrikes inre historia en tid av välbehövligt lugn. De många fredsåren och regeringens incitament fick handel, industri och jordbruk att på nytt blomstra. Statens finanser, som betänkligt rubbats under de föregående styrelserna, förbättrades hastigt genom sparsamhet och ordning, på samma gång som betydande skattlindringar genomfördes. 
Inom förvaltningen fullbordades intendentsorganisationen, och åtskilliga lagarbeten utfördes. Fleury genomförde dock inte några större genomgripande reformer, och han upprätthöll strängt absolutismen, vilket ledde till upprepade konflikter med parlamenten. I religiöst avseende förföljde Fleury såsom jesuiternas trogne lärjunge jansenisterna, och den mot dem riktade bullan "Uni-genitus" från 1713 antogs nu under häftiga strider av franska kyrkan. 
Fleury var en bildad man och intresserade sig för vetenskapen och litteraturen - han var sedan 1717 medlem av Franska Akademien, men han tillhörde genom hela sin bildning det förgångna seklet och gynnade det kulturella arbetet i dess anda. I viss mån kan Fleurys inre styrelse betecknas såsom en återgång till Ludvig XIV:s regeringssystem, dock i moderatare form. Även i utrikespolitiken följde Fleury den traditionella franska diplomatin, fast i mildare och fredligare former. 
I början vårdade han noga den av Guillaume Dubois och hertigen-regenten skapade vänskapen med England och underhöll en nära förbindelse med Horatio Walpole, men Fleury strävade konsekvent att återställa Frankrikes självständiga ställning och inflytande i Europa genom ett vitt utgrenat allianssystem i den gamla stilen. Särskilt betydelsefull blev försoningen med den spanska grenen av bourbonska dynastin; det bourbonska familjefördraget från 1733 blev sedan, med några avbrott, grunden för de bourbonska hovens nära samhörighet ända fram till revolutionen. 
Härigenom kunde Fleury så småningom frigöra sig från England, en brytning, som från 1731 var uppenbar. Genom inblandning i polska successionskriget lyckades Fleury 1735 förvärva Lothringen åt Frankrike och Neapel och Sicilien såsom sekundogenitur åt de spanska bourbonerna - en glänsande framgång, som i väsentlig mån får tillskrivas Fleurys utrikesminister Chauvelin. 
Såsom fredsmedlare i Orienten visste Fleury att i freden i Belgrad 1739 förödmjuka Österrike, rädda Turkiet ur Rysslands klor och återställa Frankrikes inflytande i Levanten; de av sultanen utverkade kapitulationerna 1740 blev sedan framgent grunden för Frankrikes ekonomiska och övriga privilegier i de turkiska länderna. I bland annat Sverige, Tyskland och Polen hade den franska diplomatin framgångar och återknöt gamla politiska förbindelser. Frankrike kunde därigenom återta sin ledande ställning i det europeiska statssystemet. 
Frankrike drogs 1740 mot Fleurys vilja in i det österrikiska successionskriget, bland annat till följd av bröderna Belle-Isles hänsynslösa agitation. Efter stora framgångar i början följde ett hastigt bakslag, som beredde Frankrike stora motgångar och med ens rubbades den diplomatiska maktställning och den inre finansiella ordning, som Fleury mödosamt upprättat. Mitt under denna period avled Fleury.